# Сінді Чупак
Сінді Чупак (англ. Cindy Chupack, 27 травня 1965, Талса) — американська сценаристка і режисерка, яка отримала три «Золотих глобуса» та дві «Еммі» за свою роботу сценариста/виконавчого продюсера серіалу HBO «Секс і місто» та сценариста/співвиконавчого продюсера «Американської сім'ї» на ABC.

## Ранні роки
Чупак народилася і виросла в Талсі, живучи там, поки не закінчила середню школу Едісона. Незважаючи на те, що вона переїхала і зараз живе в Каліфорнії, вона каже, що підтримує тісні зв'язки зі шкільними подругами, багато з яких досі живуть у Талсі. Вона все ще віддає належне своїй вчительці третього класу, Вірджинії Девіс, у початковій школі Уейт Філліпс, вихваляючи її вміння писати. Чупак сказала в інтерв'ю, що це підштовхнуло її до реалізації її мрії стати професійним письменником.

## Кар'єра
Кілька епізодів, написаних нею, а саме «Секс у великому місті», «Еволюція», «Атака жінки 5'10», «Просто скажи так», «Плюс один — найсамотніше число», «Цей прекрасний фарс», і «Спліт» а також Американська сімейна «Маленький Бо Бліп» — номіновані на нагороди Гільдії письменників та/або Еммі. Чупак також працювала над «Усі люблять Реймонда» як сценарист/співвиконавчий продюсер.
У травні 2010 року NBC оголосила про початок серіалу «Укуси кохання», створеного нею для мережі NBC.
Її перша книга, «Між хлопцями», була опублікована St. Martin's Press. Її друга книга, комедійні мемуари про шлюб під назвою «Найдовше побачення: Життя як дружина», вийшла у видавництві Viking у січні 2014 року. Вона також написала гумористичні есе для The New York Times, Real Simple, Harper's Bazaar, People, Allure, Slate та Glamour.
У квітні 2018 року було оголошено, що Чупак вперше з'явиться як режисер у фільмі «Інакше» з Патрісією Аркетт, Анджелою Бассетт і Фелісіті Гаффман у головних ролях.

## Особисте життя
Чупак родом з Талсі, штат Оклахома. Вона отримала ступінь журналіста в Північно-Західному університеті в Еванстоні, штат Іллінойс, де була членом Kappa Alpha Theta.
Зараз Чупак живе в Марина-дель-Рей, Каліфорнія.